# Harry Johnson
Harry Zephaniah Johnson (Westmoreland, Jamaica, 6 juli 1945 – Savanna-la-Mar, Jamaica, 3 april 2013) was een Jamaicaans muziekproducent. Johnson is vooral bekend onder zijn artiestennaam Harry J.
Begin jaren '60 speelde hij basgitaar in een populaire showband, The Virtues. Al snel verruilde hij het instrument voor een rol in het management. Hij maakte met de band nog de overgang naar de ska. Toen verdere successen uitbleven, werd Johnson verzekeringsagent.
In 1968 begon hij een eigen platenlabel Harry J. Hij bracht een van de eerste reggae songs uit, No More Heartaches van The Beltones. Dit werd een lokale hit in Jamaica. Johnson kon gebruik maken van Coxsone Dodd's Studio One in Kingston.
Met zijn sessieband The Harry J All Stars bracht hij in 1969 het succesvolle The Liquidator uit, waarmee in het Verenigd Koninkrijk plaats 9 op de hitlijst werd bereikt. Het nummer werd populair als clublied bij wedstrijden van de Engelse voetbalclub Chelsea FC en in de skinhead cultuur.
In 1972 startte hij zijn eigen Harry J Studio in Kingston. Het werd een van de bekendste opnamestudio's in Jamaica waar hij voor Bob Marley & The Wailers tussen 1973 en 1976 de albums Catch A Fire, Burnin', Natty Dread en Rastaman Vibration heeft geproduceerd. De studio werd verder bezocht door onder meer The Rolling Stones, The Who, Grace Jones, Burning Spear, Ken Boothe, Augustus Pablo, Johnny Nash. In 1988 stopte Harry Johnson als muziekproducent. 
Onder een nieuwe leiding is de Harry J Studio in 2000 heropend. In de vernieuwde studio is werk opgenomen van artiesten als Burning Spear, Toots Hibbert, Shaggy, Sly & Robbie, Shakira en Sizzla.
Harry Johnson overleed op 67-jarige leeftijd in het ziekenhuis van Savanna-la-Mar in zijn geboorteregio Westmoreland
aan de gevolgen van diabetes.